# Fußball-Oberliga Hamburg (Frauen)
Die Frauen-Oberliga Hamburg ist die höchste Spielklasse auf dem Gebiet des Hamburger Fußball-Verbandes. Seit Einführung der 2. Frauen-Bundesliga zur Saison 2004/05 stellt die Oberliga die vierthöchste Spielklasse im deutschen Ligensystem der Frauen dar. Bis zur Saison 2016/17 wurde sie als Verbandsliga Hamburg bezeichnet.
Die Liga umfasst in der Regel zwölf Mannschaften, die jeweils in einem Heim- und Auswärtsspiel – aufgeteilt auf eine Hin- und Rückrunde – gegeneinander spielen. Der Meister nimmt an der Aufstiegsrelegation zur Regionalliga Nord teil; zwei Mannschaften steigen in die Landesliga ab.

## Teilnehmer der Saison 2025/26
In der Saison 2025/26 nehmen folgende Mannschaften teil:
- SC Alstertal-Langenhorn
- SC Condor Hamburg
- SC Egenbüttel
- SC Eilbek
- Eimsbütteler TV
- Hamburger SV III
- TuRa Harksheide
- SC Sternschanze
- FC St. Pauli II
- FC Union Tornesch
- SC Victoria Hamburg II
- Walddörfer SV

## Meister
Die folgenden Auflistungen enthalten nur die Meister seit der Saison 2000/01. Die Spielzeiten 2019/20 und 2020/21 wurden aufgrund der COVID-19-Pandemie vorzeitig abgebrochen. 2020 kam dabei eine Quotientenregelung zum Einsatz; 2021 wurde die Saison ohne Auf- und Abstieg annulliert.

### Liste der Meister
- 2000/01: SSV Rantzau Barmstedt[4]
- 2001/02: Niendorfer TSV[5]
- 2002/03: Hamburger SV II[6]
- 2003/04: Grün-Weiß Eimsbüttel
- 2004/05: Niendorfer TSV
- 2005/06: SV Lurup
- 2006/07: ASV Bergedorf 85
- 2007/08: Niendorfer TSV
- 2008/09: Niendorfer TSV
- 2009/10: Hamburger SV III
- 2010/11: SC Eilbek
- 2011/12: Bramfelder SV
- 2012/13: TSV DUWO 08
- 2013/14: Bramfelder SV
- 2014/15: TSC Wellingsbüttel
- 2015/16: FC St. Pauli
- 2016/17: Walddörfer SV
- 2017/18: TSC Wellingsbüttel
- 2018/19: Hamburger SV
- 2019/20: TSC Wellingsbüttel
- 2020/21: kein Staffelsieger
- 2021/22: Eimsbütteler TV
- 2022/23: Hamburger SV II
- 2023/24: Eimsbütteler TV
- 2024/25: SC Victoria Hamburg

### Rekordsieger
| Platz | Verein                | Titel | Jahre                              |
| ----- | --------------------- | ----- | ---------------------------------- |
| 1.    | Niendorfer TSV        | 4     | 2002, 2005, 2008, 2009             |
| 1.    | Hamburger SV          | 4     | 2003 (a), 2010 (b), 2019, 2023 (a) |
| 3.    | TSC Wellingsbüttel    | 3     | 2015, 2018, 2020                   |
| 4.    | Bramfelder SV         | 2     | 2012, 2014                         |
| 4.    | Eimsbütteler TV       | 2     | 2022, 2024                         |
| 6.    | ASV Bergedorf 85      | 1     | 2007                               |
| 6.    | TSV DUWO 08           | 1     | 2013                               |
| 6.    | SC Eilbek             | 1     | 2011                               |
| 6.    | Grün-Weiß Eimsbüttel  | 1     | 2004                               |
| 6.    | SV Lurup              | 1     | 2006                               |
| 6.    | SSV Rantzau Barmstedt | 1     | 2001                               |
| 6.    | SC Victoria Hamburg   | 1     | 2025                               |